# Abbhantripaja
Công chúa Abbhantripaja hoặc Phra Chao Boromwongse Ther Phra Ong Chao Abbhantripaja  (tiếng Thái: อัพภันตรีปชา; RTGS: Apphantripacha) (31 tháng 10 năm 1889 đến ngày 18 tháng 2 năm 1934), là công chúa của Xiêm (sau đó là Thái Lan). Cô ấy là thành viên của Gia đình Hoàng gia Xiêm. Cô ấy là con gái của Chulalongkorn, Vua Rama V của Xiêm.
Mẹ cô là Chị Chom Manda, Sae Rojanadis, con gái của Phraya Abbhantrikamas và Bang Rojanadis. Cô ấy có 2 anh chị em ruột; Anh trai và em gái;
- Hoàng tử Khajera Chirapradidha (23 tháng 7 năm 1888 - 7 tháng 10 năm 1888)
- Công chúa Dibyalangkarn (17 tháng 1 năm 1891 - 4 tháng 6 năm 1932)